# Ісаак Осеха
Ісаак Осеха (ісп. Isaac Oceja, 29 травня 1915, Ескаланте — 27 вересня 2000, Баракальдо) — іспанський футболіст, що грав на позиції захисника. По завершенні ігрової кар'єри — тренер.
Виступав, зокрема, за клуб «Атлетік Більбао», а також національну збірну Іспанії. Дворазовий чемпіон Іспанії, триразовий володар Кубка Іспанії.

## Клубна кар'єра
Народився 29 травня 1915 року в місті Ескаланте. Вихованець юнацьких команд футбольних клубів «Дуранго» та «Лемона».
У дорослому футболі дебютував 1933 року виступами за команду клубу «Атлетік Більбао», в якій провів п'ятнадцять сезонів, взявши участь у 239 матчах (з них 186 матчів чемпіонату). За цей час двічі виборював титул чемпіона Іспанії та тричі національний кубок. Також у 1938—1939 роках на правах оренди захищав кольори «Баракальдо».
Завершив професійну ігрову кар'єру у клубі «Реал Сарагоса», за команду якого виступав протягом 1948—1949 років.

## Виступи за збірну
12 січня  1941 року дебютував в офіційних матчах у складі національної збірної Іспанії в зустрічі проти Португалії (2:2). Протягом кар'єри у національній команді, яка тривала 2 роки, провів у формі головної команди країни 4 матчі.

## Кар'єра тренера
Розпочав тренерську кар'єру відразу ж по завершенні кар'єри гравця, 1949 року, очоливши тренерський штаб клубу «Реал Сарагоса». Згодом працював з клубом «Дуранго».
Помер 27 вересня 2000 року на 86-му році життя у місті Баракальдо.

## Титули і досягнення
- Чемпіон Іспанії (2):

«Атлетік Більбао»: 1935–1936, 1942–1943
- Володар Кубка Іспанії (3):

«Атлетік Більбао»: 1943, 1944, 1944–1945